# トム・デ・ステル
トム・デ・ステル（Tom De Sutter、オランダ語発音: [ˈtɔm də ˈsʏ.tər]、1985年7月3日 - ）は、ベルギー・ヘント出身の元サッカー選手。元ベルギー代表である。現役時代のポジションはFW。名前の頭文字をとってTDSという愛称で呼ばれる。

## 経歴

### クラブ

#### KMトルハウト
地元のKVVバレヘムでサッカーを始め、その後、ベルギー・サード・ディビジョン（3部）のスタンダール・ウェッテレンの下部組織に移った。さらにクラブ・ブルッヘの下部組織に移ったが、トップチームに昇格することはできず、今度はサード・ディビジョンのKMトルハウトに移ってトップチームデビューした。しかし、KMトルハウトのトップチームでプレーしたのはわずか1シーズンであった。

#### サークル・ブルッヘ
KMトルハウトとサークル・ブルッヘが対戦したプレシーズンマッチでハットトリックを達成し、2006年夏、ジュピラーリーグ（1部）のサークル・ブルッヘに移籍した。移籍してすぐに飛躍的な成長を遂げ、REムスクロン戦で移籍後公式戦初得点を挙げた。2007年11月27日、ベルギーカップのKVメヒェレン戦で21分間に4得点した。次のラウンドでは、サークル・ブルッヘのローカルライバルであり、デ・ステルがユース時代に所属していたクラブ・ブルッヘ相手に得点した。2007-08シーズン中盤戦の活躍は人目を引かないわけにはいかず、これらの活躍はRSCアンデルレヒトやトルコのトラブゾンスポルの興味を引き、ファンとメディアが選ぶ前半戦のリーグ最優秀選手に選ばれた。また、2007年のベルギー・ゴールデン・シュー（最優秀選手賞）では予期せぬ3位に選ばれた。2008年2月1日、ベルギーカップ準々決勝のスタンダール・リエージュ戦ファーストレグ(4-1)ではチームの4点目を決めた。ロシアのゼニト・サンクトペテルブルクはデ・ステルに移籍金750万ユーロのオファーを出したと噂されるが、ディック・アドフォカート監督に拒否されている。2008年1月の代表招集中に膝靭帯を負傷して半年間を棒に振ったが、2008-09シーズン初頭に復帰を果たした。

#### RSCアンデルレヒト
2008年10月、2009年1月の移籍期間にRSCアンデルレヒトに移籍することが発表された。2008-09シーズンは2クラブで計33試合に出場して16得点し、得点ランキングの2位にはいった。
2009-10シーズン序盤は不調にあえぎ、16歳の新鋭ロメル・ルカクにポジションを奪われた。その後も得点王を獲得したルカクの陰に隠れたシーズンを送り、2009年12月には2試合連続ゴールを決めて復調の兆しを見せたが、2008-09シーズンの半分以下の7得点に終わった。

### 代表
U-21ベルギー代表のJean-François De Sart監督はデ・ステルのKMトルハウトやサークル・ブルッヘでの活躍に注目し、サークル・ブルッヘ移籍後に初招集された。2007年には北京オリンピックの予選も兼ねたUEFA U-21欧州選手権に出場したが、北京オリンオリンピックの本大会に出場するメンバーには選ばれなかった。2008年1月末、ベルギー代表のレネ・ファンデレイケン(René Vandereycken)監督はスタンダール・リエージュとの非公式親善試合にデ・ステルを招集したが、試合の前日に膝靭帯を負傷して全治6ヶ月の重傷を負った。

## タイトル
クラブ
RSCアンデルレヒト
- ジュピラー・プロ・リーグ 2009-10, 2011–12, 2012-13
- ベルギー・スーパーカップ 2010

クラブ・ブルッヘ
- ベルギー・カップ 2014-15